# Samcche-Džavachetie
Samcche-Džavachetie (gruzínsky სამცხე-ჯავახეთი, Samcche-Džavacheti), je gruzínský kraj (region, gruz. mchare) v jižní části země, kde hraničí s Arménií. Je tvořen dvěma historickými zeměmi Meschetie a Džavachetie. Krajským městem je Achalciche. Kraj sousedí na západě s Adžarií a Gurií, na severu s Imeretií a Šida Kartli a na východě s regionem Kvemo Kartli.

## Základní údaje
Region se rozkládá na území o rozloze 6 413 km² a podle údajů ze sčítání lidu z roku 2014 v něm žije 160 504 obyvatel. Region je poměrně řídce osídlen a obyvatelstvo je z více než poloviny (přesněji 50,5 %) arménské národnosti, zbytek tvoří Gruzíni (48,3 %) a několik národnostních menšin (Rusové, Oseti, Pontští Řekové). Tento region býval domovem meschetských Turků, kteří byli v roce 1944 na Stalinův příkaz vystěhováni.
Pro region Samcche-Džavachetie je charakteristická velká nadmořská výška Malého Kavkazu. Nejvyšší horou v kraji je se svými 3301 metry Didi Abuli. Horskými údolími protéká řeka Kura, která se pak stáčí směrem ke Kaspickému moři. V kraji se nachází i několik větších horských jezer.
V regionu se nachází pouze 5 měst, 6 Sídlo městského typu, 67 větších vesnic (sakrebulos) a 268 vesnic. Žádné sídlo neobývá více než 50 tisíc obyvatel.

## Hospodářství
Samcche a Džavachetie jsou velice chudé a odlehlé kraje, kde situaci ještě navíc zhoršují národnostní spory mezi většinovými Armény a centrální vládou v Tbilisi. Arméni jsou nespokojeni především se svým nedostatečným vlivem na regionální politiku, která je takřka v gruzínských rukou, a špatnou ekonomickou situací a obrovskou mírou nezaměstnanosti v kraji. Situaci komplikuje i zrušení ruské vojenské základny v Achalkalaki, které požaduje po Rusech gruzínská vláda. Se zrušenou základnou by totiž mnoho dalších lidí přišlo o práci.

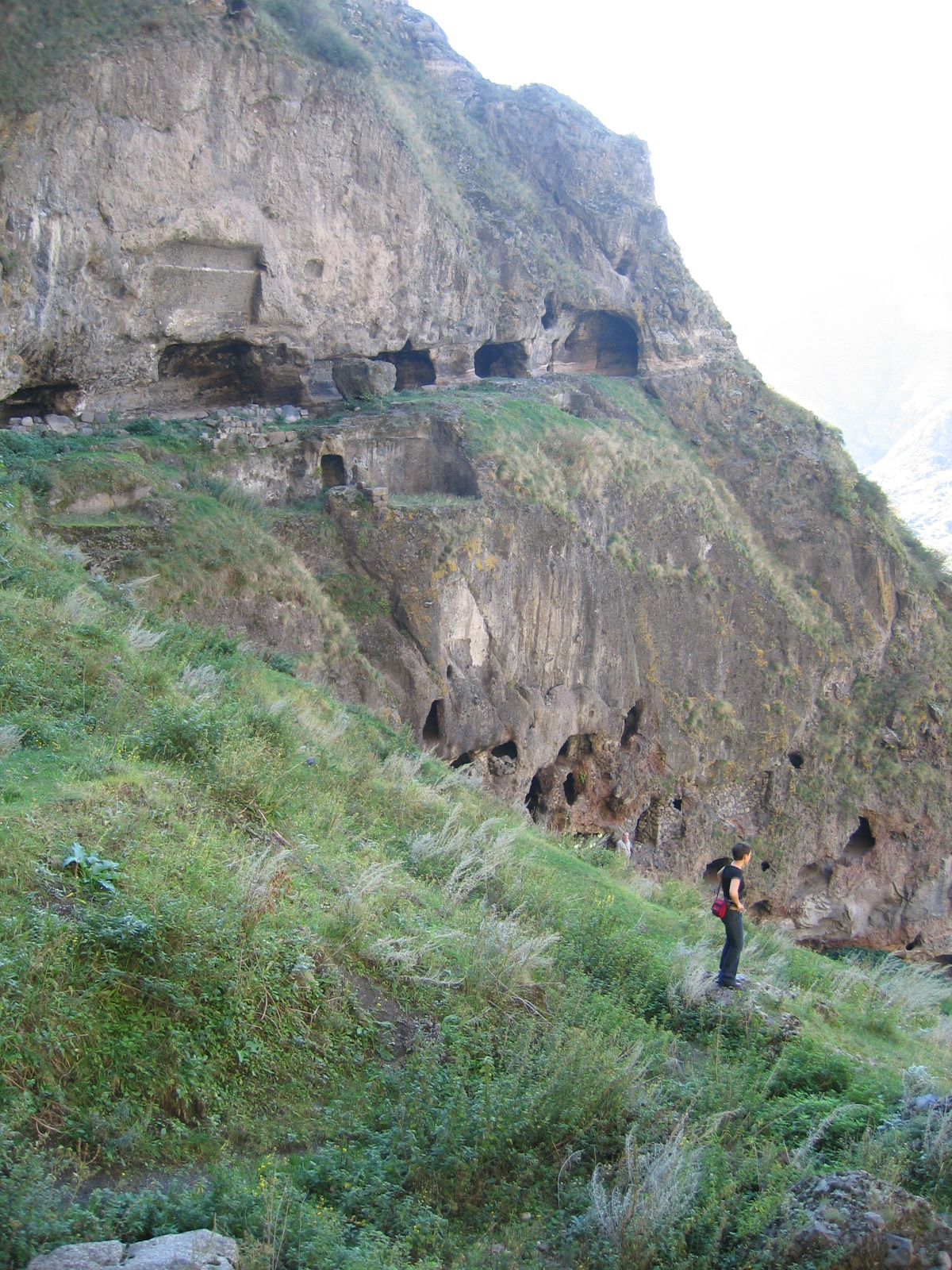
Klášter ve skalách Vanis Kvabebi

Tradičně zemědělský kraj tak v současné době žije hlavně z příjmu z turistického ruchu, neboť region má ze své historie co nabídnout. Jedním z nejvýznamnějších turistických atrakcí je jeskynní klášter Vardzia, který byl zřízen na příkaz královny Tamary ve 12. století.. Podobnou památkou je i skalní klášter z 8. století Vanis Kvabebi, který se nachází poblíž města Aspindza.
Kraj se však potýká s velkými problémy v zemědělství, které nastaly v souvislosti s událostmi počátku devadesátých let, kdy přestaly do kraje plynout dotace. V dnešní době se zemědělství začíná díky pomoci ze zahraničí pomalu vzpamatovávat. V Samcche-Džavachetii má význam produkce sýru.
Krajem prochází ropovod Baku–Tbilisi–Ceyhan souběžně s Jihokavkazským plynovodem.

## Administrativní členění
Region se dále dělí do šesti municipalit (obcí).
1. Municipalita Adigeni (správní centrum Adigeni)
2. Municipalita Aspindza (správní centrum Aspindza)
3. Municipalita Achalkalaki (správní centrum Achalkalaki)
4. Municipalita Achalciche (správní centrum Achalciche)
5. Municipalita Bordžomi (správní centrum Bordžomi)
6. Municipalita Ninocminda (správní centrum Ninocminda)